# Diogo Costa (velejador)
Diogo Eurico Vaz de Bacelar da Fonseca e Costa (23 de agosto de 1997) é um velejador português. Ele competiu nas Olimpíadas de Verão de 2020.
Costa ficou em segundo lugar no Campeonato Mundial de 470 metros de 2021 com o seu irmão Pedro Costa, classificando o par para os Jogos Olímpicos de 2020 em Tóquio. Ele e Carolina João conquistaram uma vaga para competir nas Olimpíadas de 2024, assim como o velejador da ILCA 7 Eduardo Marques e a kitefoiler Mafalda Pires de Lima.
Em dupla com a atleta Carolina João, ficou em segundo lugar na Medal Race dos Jogos Olímpicos de Paris, na classe 470 misto, em Marselha. Com esta classificação na regata final, os atletas portugueses garantiram o quinto lugar na geral e conseguiram um diploma olímpico na prova de vela.